# Гребля Бені-Зід
Гребля Бені-Зід (Beni Zid) – гідротехнічна споруда на півночі Алжиру. 
Греблю спорудили в 1988 – 2000 роках на уеді Гергур (Guergoura), що відноситься до лівбережної частини сточища уеду Гіблі (Guebli), який впадає до Середземного моря за три десятки кілометрів на північний захід від Скікди. Призначенням споруди є водопостачання та іригація, при цьому площа водозбірного басейну вище від греблі становить 59 км2. 
В межах проекту долину уеду перекрили земляною греблею висотою 53 (заі ншими даними – 45) метрів та довжиною 149 метрів. Крмі того, дещо більш ніж за сотню метрів ліворуч для закриття сідловини звели дамбу висотою 10 метрів та довжиною 184 метра. Під час будівництва було здійснено екскавацію 885 тис м3 (в тому числі 187 тис м3 скельних порід) та відсипку 559 тис м3.
Гребля утворила водосховище площею поверхні 3,6 км2 та об’ємом 40 млн м3 з нормальним рівнем поверхні на позначці 66 метрів НРМ (під час повені може зростати до 71,6 метра НРМ). Через замулення водосховище щорічно повинне втрачати 0,52 млн м3 об’єму.